# Неутралитет
Неутралитетът в международните отношения е политика на ненамеса във въоръжени конфликти. Неутралитетът се различава от политиката на необвързаност – доброволния отказ от участие във военни съюзи.